# Makaze nad ambisom
Makaze nad ambisom je 18. epizoda stripa Poručnik Tara objavljena premijerno u bivšoj Jugoslaviji u Strip zabavniku br. 29. od 28.05.1980. Cena broja bila je 12 dinara. Epizoda je imala 20 strana. Objavljena je na stranama 11-30. Strip zabavnik je objavljivao Dnevnik iz Novog Sada. Tada je izlazio svake druge srede. Epizodu je nacrtao Bane Kerac, a scenario napisao Svetozar Obradović. Epizoda je nastala u zimu 1977. godine. (U epizodi se pojavljuju datumi 03.02.1977. i 08.03.1977. i 10.03.1977)

## Kratak sadržaj
Nakon ponovnog susreta Tare i Višnje u štabu, Višnja priča Peci i još jednom partizanu priču o tome kako su se ona i Tara upoznali, te kako joj je Tara prilikom prvog susreta lupio šamar. Priča počinje u gradu u kome je Višnja bila deo ilegalne gruipe partizana koja je kidnapovala suprugu Alfreda fon Brunela, komandanta grada. Pošto je Višnja je ličila na suprugu, cilj operacije je bio da se uvuče Alfredovu radnu sobu i ukrade plan ofanzive na partizane.